# Згорня Радовна
Згорня Радовна (словен. Zgornja Radovna) — поселення в общині Кранська Гора, Горенський регіон, Словенія. Висота над рівнем моря: 786,8 м.